# Asbecesta icterica
Asbecesta icterica es un coleóptero de la familia Chrysomelidae. Fue descrita científicamente por primera vez en 1902 por Weise.